# Tiantangzhai, Anhui
Tiantangzhai (kinesiska: 天堂寨) är en köping i östra Kina. Den ligger i Jinzhai härad i staden Lu'an i provinsen Anhui, omkring 160 kilometer sydväst om provinshuvudstaden Hefei. Antalet invånare är 14282. Befolkningen består av 6 861 kvinnor och 7 421 män. Barn under 15 år utgör 19,0 %, vuxna 15-64 år 69 %, och äldre över 65 år 10,0 %.